# Yeşim Bostan
Yeşim Bostan (Istanbul, 3 de maig de 1996) és una arquera turca, subcampiona d'Europa 2018 com individual i campiona d'Europa en equips, formant la selecció de Turquia juntament amb Gizem Elmaağaçlı i Ayşe Bera Süzer. Competeix en la categoria arc de politges i és esportista del club İstanbul Büyükşehir Belediyespor.